# Kerouna
Kerouna (en arabe : كرونة) est le centre urbain de la commune de Temsamane. Elle est située dans la province de Driouch dans le Rif au Maroc.